# Rudolf von Bünau
Rudolf von Bünau (Stoccarda, 19 agosto 1890 – Kirchheim unter Teck, 14 gennaio 1962) è stato un generale tedesco della Wehrmacht durante la seconda guerra mondiale, dove fu comandante di molte divisioni tedesche e fu decorato con la Croce di Cavaliere della Croce di Ferro con Fronde di Quercia.

## Biografia
Von Bünau entrò a far dell'esercito imperiale tedesco dal 15 luglio 1909 come cadetto ufficiale del 119º reggimento di fanteria del Württemberg. Da febbraio a ottobre del 1910 studiò alla scuola di guerra di Hannover ed il 16 novembre 1910 ne uscì con la nomina a tenente. Con la mobilitazione allo scoppio della guerra mondiale von Bünau venne impiegato sul fronte occidentale nella zona delle Argonne. Nel marzo del 1915 si ammalò e dovette trascorrere qualche tempo in un ospedale. Dopo la sua guarigione, passò da luglio a settembre del 1915 alla prima compagnia sostitutiva del XIII Corpo d'Armata per poi divenire membro del 120º reggimento di fanteria di riserva. Nel 1917 ottenne il ruolo di vice aiutante di campo della 407ª brigata di fanteria e venne promosso capitano il 22 marzo 1918.
Dopo la fine della guerra, von Bünau venne inviato al ministero della guerra del Württemberg dal 21 febbraio 1919 per poi venire trasferito al Reichswehr come ufficiale per la 13ª brigata. Dal 1º ottobre al 31 dicembre 1920 prestò servizio come ufficiale del 25º reggimento fucilieri e poi al 13º reggimento di fanteria.
Durante la seconda guerra mondiale comandò la 73ª divisione di fanteria nella parte meridionale del fronte orientale dal novembre del 1941 ai primi di febbraio del 1943. Dal marzo del 1944 al marzo del 1945, venne nominato comandante generale dell'XI corpo d'armata operante in Galizia e nei Carpazi. Nell'aprile del 1945 prese parte alla battaglia di Vienna.
Suo figlio omonimo, Rudolf von Bünau (1915-1943), fu anch'egli ufficiale dell'esercito tedesco come comandante della IX. Panzer-Division.
In base a diversi documenti rilasciati dal Bundesnachrichtendienst nel 2014, Rudolf von Bünau guidò un "gruppo dello stato maggiore" delle Schnetz-Truppe, un'organizzazione paramilitare segreta tedesca fondata da ex veterani nazisti nel 1949.